# Seedbed
Sedbed (pol. Gleba siewna) – performance autorstwa Vita Acconciego z 1972 roku.

## Opis

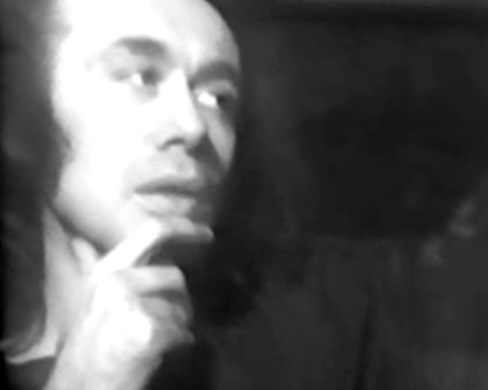
Vito Acconci w 1973 roku

W styczniu 1972 roku Vito Acconci zainstalował podniesioną podłogę w Sonnabend Gallery w Nowym Jorku i zaprosił publiczność na performance. Równolegle odbywały się trzy wydarzenia w trzech różnych pomieszczeniach. Jedna z sal pozostawała pusta - nie licząc niewielkiej rampy, pod którą dwa razy w tygodniu (w środy i w soboty) ukrywał się artysta. Podczas gdy zdezorientowani widzowie przechadzali się po galerii, niewidoczny dla nich Acconci wypowiadał na głos perwersyjne fantazje seksualne, opierając je na ruchach publiczności, którą obserwował przez szpary podłogi. Jego głos był transmitowany przez głośniki. Niekiedy artysta się przy tym masturbował. W dziele tym Acconci połączył performance z instalacją.
W intencji Acconciego, trzy rozgrywane równolegle performance składały się na jedną całość. Oprócz Seedbed były to Transference Zone (Strefa Przeniesienia) i Supply Room (Pokój Zaopatrzenia). O ile w Seedbed Acconci był niewidoczny dla widza, to w Transference Zone występował w budce w narożniku sali, zaś w Supply Room nakłaniał widzów do jego porwania, a więc według jego własnych słów był tam, aby mógł zostać zabrany. Analogicznie Seedbed opisuje następująco: I can have a relation now, I can’t even see you, there are no strings attached (Mogę nawiązać teraz relację, a nawet cię nie widzę, nie ma żadnych barier między nami). Ponieważ każdy performance był rozgrywany w inne dni tygodnia, Acconci opisuje je jako poszczególne przystanki, które przyrównuje do przeszłości (Tranference Zone), teraźniejszości (Seedbed) i przyszłości (Supply Room). Nie można ich jednak rozdzielić, tak jak trzy pomieszczenia galerii składają się na jeden budynek. Z biegiem lat sława Seedbed przyćmiła pozostałe performance, dlatego historycy sztuki zazwyczaj analizują go w oderwaniu od całości.

## Kontekst
Vito Acconci uprawiał performance od 1969 roku. Z każdym kolejnym występem przesuwał granicę, do jakiego stopnia może naznaczyć swoje ciało (body art) jako żywe płótno. Jednocześnie starał się wybadać, jak daleko może angażować w swój performance widzów, nieprzygotowanych na to, czego mogą doświadczyć - naruszenia ich przestrzeni osobistej, nadużycia zaufania odbiorcy do artysty. Seedbed miało na celu przekroczenie wszelkich norm i barier - fizycznych, psychologicznych, seksualnych, społecznych i moralnych.
Performance wpisywał się w ogólny trend badania granicy performance'u i body artu na przełomie lat 60. i 70. XX wieku. Działalność pozostałych artystów tego nurtu, takich jak Wiedeńscy Akcjoniści, Carolee Schneemann czy Yoko Ono miała jednak bardziej wyraziste znaczenie. Akcjoności uczynili z performance'u rytuał, mający skonfrontować ówczesne austriackie społeczeństwo z traumami z okresu okupacji (por. Kunst und Revolution, Piss Aktion). Sztuka Schneemann miała charakter feministyczny (por. Meat Joy), zaś Yoko Ono wpisywała się w ruchy pacyfistyczne okresu wojny w Wietnamie (Cut Piece). Twórczość Acconciego z początku lat 70. wydaje się być pozbawiona dodatkowych znaczeń. Jej celem było wyłącznie wybadanie granic. Najbliższa temu nurtowi jest twórczość takich artystów jak Chris Burden (Five Day Locker Piece, Shoot, Trans-fixed) czy Bas Jan Ader (Fall, Fall 2), którzy położyli jednakże większy nacisk na funkcję rytualną sztuki.
Opis katalogowy Metropolitan Museum of Art wskazuje, że Acconci wpisał się w dominujący wówczas w Ameryce trend minimalistyczny, ograniczając ingerencję w przestrzeń galerii prawie do zera. Widzowie nie musieli nawet widzieć artysty, żeby wejść z nim w kontakt. Rachel Taylor, kustoszka wystawy retrospektywnej Sonnabend Show Jan 72: Archives w Tate Gallery w Londynie wskazuje, że potrójny perfromance w Sonnabend Gallery był szczytowym osiągnieciem Acconciego w dziedzinie wzajemnej interakcji artysty i odbiorcy. Acconci badał wzajemnie oddziaływanie między psychologią jednostki a społeczeństwem, także w strukturach przestrzennych. Eksplorowanie granic między wnętrzem i zewnętrzem skłoniło go do przejścia w stronę architektury. Obydwie placówki podkreślają, że Seedbed było przełomowym wydarzeniem w dziedzinie performance'u i jednym z najsłynniejszych dzieł sztuki lat 70. XX wieku. Jednocześnie historycy sztuki zachowują dystans co do oceny moralnej wydarzenia. Hal Foster na łamach monograficznej pracy Sztuka po 1900 roku: modernizm, antymodernizm, postmodernizm opisuje performance jako otoczony złą sławą.
Dokumentacja performance'u jest deponowana w takich placówkach jak wspomniana wyżej MET (fotografie, nr kat. 1993.116), Museum of Modern Art (10-minutowe nagranie, nr kat. 191.2007) i Tate Gallery (fotografie, wydruki, notatki). W 2005 roku Marina Abramović wykonała re-performance Seebed w ramach wydarzenia Seven Easy Pieces w Muzeum Guggenheima w Nowym Jorku, w którym prezentowała kilka klasycznych performance'ów i jeden nowy.